# Statistiche delle squadre italiane nelle coppe europee di calcio
Le statistiche delle squadre italiane nelle coppe europee di calcio riguardano i risultati ottenuti dai club della Federazione Italiana Giuoco Calcio nelle competizioni che hanno avuto carattere europeo: quelle organizzate dall'UEFA più la Coppa delle Fiere. I club italiani che hanno partecipato alle competizioni sopra citate sono in totale 25, i quali hanno preso parte ai seguenti tornei: Coppa dei Campioni/UEFA Champions League, Coppa UEFA/UEFA Europa League, UEFA Conference League, Supercoppa UEFA più le soppresse Coppa delle Coppe UEFA, Coppa Intertoto UEFA, Coppa Intercontinentale (quest'ultima organizzata con la CONMEBOL) e Coppa delle Fiere, che assunse un sistema di qualificazione su base regolare dalla stagione 1964-1965 (quest'ultima organizzata da un comitato internazionale privato fino al 1971, quando venne sostituita de facto nel calendario europeo dalla neonata Coppa UEFA). Di questi 25 club, 24 hanno preso parte ad almeno una delle competizioni stagionali e soltanto il Brescia ha partecipato esclusivamente alla Coppa Intertoto UEFA, torneo estivo disputato per la qualificazione alla Coppa UEFA.
Sono incluse nelle statistiche anche le stagioni della Coppa delle Fiere dall'edizione 1955-1958 fino al 1963-1964, nonostante fino ad allora fosse un torneo ad inviti senza un sistema di qualificazione regolare. Sono escluse le edizioni della Coppa del mondo per club FIFA, trofeo a carattere mondiale e non europeo, alla quale hanno partecipato, tra le italiane, solamente Milan, Inter e Juventus (con un'edizione a testa vinta dalle milanesi).

## Legenda
- UCL: UEFA Champions League (fino al 1992 Coppa dei Campioni)
- UEL: UEFA Europa League (fino al 2009 Coppa UEFA)
- UECL: UEFA Conference League
- USC: Supercoppa UEFA
- CWC: Coppa delle Coppe UEFA (soppressa nel 1999)
- UIC: Coppa Intertoto UEFA (soppressa nel 2008)
- INT: Coppa Intercontinentale (organizzata con CONMEBOL, soppressa nel 2004)
- ICF: Coppa delle Fiere (non confederale[10], soppressa nel 1971)[N 1][8].

## Titoli per club
Nella seguente tabella è riportato il quadro completo dei trofei vinti dai club italiani nelle competizioni summenzionate.
| 1 | Milan      | 17 | 7 | 2 | - | - | - | 5 | 3 | - |
| 2 | Juventus   | 11 | 2 | 1 | 3 | - | 1 | 2 | 2 | - |
| 3 | Inter      | 8  | 3 | - | 3 | - | - | - | 2 | - |
| 4 | Parma      | 4  | - | 1 | 2 | - | - | 1 | - | - |
| 5 | Lazio      | 2  | - | 1 | - | - | - | 1 | - | - |
| 5 | Roma       | 2  | - | - | - | 1 | - | - | - | 1 |
| 6 | Fiorentina | 1  | - | 1 | - | - | - | - | - | - |
| 6 | Sampdoria  | 1  | - | 1 | - | - | - | - | - | - |
| 6 | Napoli     | 1  | - | - | 1 | - | - | - | - | - |
| 6 | Atalanta   | 1  | - | - | 1 | - | - | - | - | - |
| 6 | Bologna    | 1  | - | - | - | - | 1 | - | - | - |
| 6 | Perugia    | 1  | - | - | - | - | 1 | - | - | - |
| 6 | Udinese    | 1  | - | - | - | - | 1 | - | - | - |

## Partecipazioni

### Competizioni stagionali
Il numero di partecipazioni è da rapportarsi alle 71 annate complessive intercorse dall'inaugurazione della Coppa dei Campioni/Champions League, la cui prima edizione si disputò nel 1955-1956, e della Coppa delle Fiere, antenata de facto dell'Europa League, iniziata nella medesima stagione, fino ai tornei della stagione 2025-2026. Per uniformità statistica, per le edizioni successive alla riforma del 1999 viene conteggiata la competizione in cui i club sono stati impegnati nel season kick-off decretato dall'UEFA ogni mese di settembre, quando, attualmente, iniziano le fasi campionato – ovvero a girone unico – della Champions League, dell'Europa League e della Conference League, mentre più sotto sono riportate le eventuali partecipazioni ai turni preliminari estivi e ai ripescaggi invernali in Coppa UEFA/Europa League ed in Europa Conference League previsti dal regolamento vigente fino alla stagione 2023-2024; i ripescaggi dovuti alle eliminazioni nei preliminari di Champions League o nella fase a gironi della medesima competizione sono specificati successivamente, senza modificare il computo complessivo delle partecipazioni stagionali alle coppe europee delle squadre coinvolte. Dalla stagione 2024-2025, con il nuovo format delle coppe europee, non sono più previsti i ripescaggi precedentemente elencati.
Cronologizzazione: arco temporale dal 1955-1956 al 2025-2026. A parità di partecipazioni complessive, l'ordine è dato dal maggior numero di presenze nella competizione più importante.
| 1  | Juventus   | 61 | 39 | 4 | 12 (+3) | -      | 6 |
| 2  | Inter      | 59 | 26 | 2 | 25 (+3) | -      | 6 |
| 3  | Milan      | 51 | 32 | 4 | 12 (+1) | -      | 3 |
| 4  | Roma       | 46 | 12 | 6 | 20 (+1) | 1      | 7 |
| 5  | Napoli     | 36 | 11 | 2 | 19 (+3) | -      | 4 |
| 6  | Fiorentina | 33 | 5  | 5 | 15 (+1) | 3      | 5 |
| 7  | Lazio      | 30 | 7  | 1 | 21      | - (+1) | 1 |
| 8  | Torino     | 18 | 1  | 4 | 12      | -      | 1 |
| 9  | Parma      | 15 | 1  | 3 | 11      | -      | - |
| 10 | Sampdoria  | 12 | 1  | 5 | 5       | -      | 1 |
| 11 | Bologna    | 12 | 2  | 2 | 5       | -      | 3 |
| 12 | Atalanta   | 11 | 5  | 2 | 4 (+1)  | -      | - |
| 12 | Udinese    | 10 | 1  | - | 9 (+1)  | -      | - |
| 14 | Cagliari   | 4  | 1  | - | 2       | -      | 1 |
| 14 | Palermo    | 4  | -  | - | 4       | -      | - |
| 16 | Verona     | 3  | 1  | - | 2       | -      | - |
| 17 | Vicenza    | 2  | -  | 1 | 1       | -      | - |
| 17 | Chievo     | 2  | -  | - | 2       | -      | - |
| 17 | Genoa      | 2  | -  | - | 2       | -      | - |
| 17 | Perugia    | 2  | -  | - | 2       | -      | - |
| 21 | Cesena     | 1  | -  | - | 1       | -      | - |
| 21 | Empoli     | 1  | -  | - | 1       | -      | - |
| 21 | Livorno    | 1  | -  | - | 1       | -      | - |
| 21 | Sassuolo   | 1  | -  | - | 1       | -      | - |

### Eliminazioni ai preliminari di UEFA Champions League
Dalla riforma delle manifestazioni UEFA nel 1999, con l'introduzione dell'opzione all'accesso in Champions League anche per le terze e le quarte classificate della Serie A, le società piazzatesi sull'ultimo gradino del podio avevano sempre superato il turno preliminare accedendo ai gironi, prima della riforma del 2009. Sei volte su tredici occasioni la quarta classificata è stata eliminata, ritrovandosi a disputare la Coppa UEFA/Europa League. Il Chievo nel 2006-07 e la Sampdoria nel 2010-11, che avevano iniziato la stagione con il preliminare di Champions League, oltre ad aver fallito l'accesso alla fase a gironi, hanno concluso la stagione con la retrocessione in Serie B al termine del campionato. L'Udinese è stata eliminata per due anni consecutivi (2011 e 2012), rispettivamente da Arsenal e Sporting Braga), dopo aver ottenuto un quarto posto (2011) e un terzo posto (2012) in campionato; ciò è avvenuto a causa della perdita di un posto in Champions del calcio italiano, in base al ranking UEFA, con il campionato italico declassato in quarta posizione. Parma e Udinese sono i club che hanno subito due eliminazioni, su tre partecipazioni complessive, in un preliminare di Champions League. Dal 2010-11 al 2017-18, per sei volte su otto, la squadra italiana impegnata nel play-off di Champions League è stata eliminata, retrocedendo in Europa League. Dalla stagione 2018-2019 i preliminari sono stati infine aboliti per quelle squadre delle federazioni che occupano le prime quattro posizioni nella classifica del coefficiente UEFA.
| Anno | Club italiano | Club eliminatore |
| ---- | ------------- | ---------------- |
| 1999 | Parma         | Rangers          |
| 2000 | Inter         | Helsingborg      |
| 2001 | Parma         | Lilla            |
| 2006 | Chievo        | Levski Sofia     |
| 2010 | Sampdoria     | Werder Brema     |
| 2011 | Udinese       | Arsenal          |
| 2012 | Udinese       | Braga            |
| 2014 | Napoli        | Atlético Bilbao  |
| 2015 | Lazio         | Bayer Leverkusen |
| 2016 | Roma          | Porto            |

### Eliminazioni ai preliminari di UEFA Europa League
Dalla riforma della seconda competizione europea nel 2009, le società italiane impegnate nei turni preliminari estivi sono riuscite a qualificarsi, in gran parte dei casi, per la fase a gironi, ma non sono mancate le eliminazioni. Ad agosto 2011 il Palermo e la Roma sono state eliminate, rispettivamente, dalla squadra svizzera del Thun (per la regola dei gol fuori casa, dopo due pareggi, 2-2 in casa e 1-1 in trasferta) nel terzo turno preliminare, e dalla formazione slovacca dello Slovan Bratislava (1-0 a Bratislava per lo Slovan e 1-1 all'Olimpico nel ritorno) nel turno di play-off. Ad agosto 2013 l'Udinese è stata eliminata dalla squadra ceca dello Slovan Liberec nel play-off (1-3 a Trieste (giocata lì per indisponibilità dello stadio di Udine, in ristrutturazione) e 1-1 a Liberec nel ritorno), terza eliminazione consecutiva in Europa in questa fase, dopo le due precedenti subite dai friulani nel medesimo turno in Champions League. Ad agosto 2015 la Sampdoria viene eliminata nel terzo turno preliminare dal Vojvodina (0-4 nell'andata giocata a Torino, 2-0 nel ritorno a Novi Sad). Ad agosto 2018 l'Atalanta perde ai rigori (dopo due pareggi per 0-0) nel turno di play-off contro la squadra danese del Copenhagen. Ad agosto 2019 il Torino viene eliminato nei play-off dalla squadra inglese del Wolverhampton.
Dalla stagione 2021-2022 i preliminari sono stati infine aboliti per le squadre delle federazioni che occupano le prime sette posizioni nella classifica del coefficiente UEFA, sicché il club italiano che fino al 2020-2021 era stato impegnato nei preliminari di Europa League disputa il play-off della UEFA Conference League.
| Anno | Società italiana | Squadra eliminatrice | Turno di qualificazione |
| ---- | ---------------- | -------------------- | ----------------------- |
| 2011 | Palermo          | Thun                 | Terzo turno preliminare |
| 2011 | Roma             | Slovan Bratislava    | Play-off                |
| 2013 | Udinese          | Slovan Liberec       | Play-off                |
| 2015 | Sampdoria        | Vojvodina            | Terzo turno preliminare |
| 2018 | Atalanta         | Copenaghen           | Play-off                |
| 2019 | Torino           | Wolverhampton        | Play-off                |

### Ripescaggi in Coppa UEFA/UEFA Europa League
Dall'istituzione nel 1999 del ripescaggio delle terze classificate nei gironi d'apertura della Champions League, in quattordici occasioni un club italiano ha continuato la stagione in Coppa UEFA/Europa League fino alla stagione 2023-2024:
- Inter nel 2004
- Udinese nel 2006
- Fiorentina nel 2009
- Juventus nel 2010
- Juventus e Napoli nel 2014
- Roma nel 2015
- Napoli nel 2018
- Inter e Napoli nel 2019
- Inter nel 2020
- Atalanta nel 2022
- Juventus nel 2023
- Milan nel 2024

### Ripescaggi in UEFA Europa Conference League
Dall'istituzione nel 2021-2022 della Conference League, era previsto il ripescaggio in tale competizione delle terze classificate dei gironi d'apertura dell'Europa League fino alla stagione 2023-2024. In un'occasione un club italiano ha continuato la stagione in tale nuova competizione:
- Lazio nel 2023

### Coppa Intertoto UEFA
Tale torneo, istituito dalla UEFA nel 1995, garantiva alle tre vincitrici stagionali (fino al 2005; dal 2006 era prevista la qualificazione ai preliminari di Coppa UEFA) un posto nel tabellone principale della Coppa UEFA della stessa stagione. Vi presero parte, nel corso delle sue quattordici edizioni, nove club italiani: Bologna, Brescia, Juventus, Lazio, Napoli, Perugia, Sampdoria, Torino e Udinese. La tabella sottostante riporta il numero di partecipazioni per club.
| Pos. | Squadra   | Totale partecipazioni |
| ---- | --------- | --------------------- |
| 1    | Perugia   | 4                     |
| 2    | Bologna   | 2                     |
| 2    | Sampdoria | 2                     |
| 2    | Brescia   | 2                     |
| 5    | Juventus  | 1                     |
| 5    | Lazio     | 1                     |
| 5    | Napoli    | 1                     |
| 5    | Torino    | 1                     |
| 5    | Udinese   | 1                     |

### Supercoppa UEFA
Tale competizione nacque in via non ufficiale nel 1972 per mettere di fronte l'allora club campione d'Europa e quello vincitore della Coppa delle Coppe; l'anno dopo l'UEFA assunse la conduzione diretta del torneo. Dalla stagione 1999-2000, dopo la soppressione della Coppa delle Coppe, fu stabilito che il trofeo fosse messo in palio tra il club vincitore della Champions League e quello vincitore della Coppa UEFA, dal 2009 Europa League.
I club italiani al 2025 partecipanti alla Supercoppa sono sette: il Milan (1973 da vincitore della Coppa delle Coppe,  1993 da finalista di Champions League, 1989, 1990, 1994, 2003 e 2007 da campione d'Europa), la Juventus (1984 da vincitore della Coppa delle Coppe e 1996 da campione d'Europa), il Parma (1993), la Sampdoria (1990), la Lazio (1999) – queste ultime tutte da vincitrici della Coppa delle Coppe –, l'Inter (2010, da campione d'Europa) e l'Atalanta (2024, da vincitore dell'Europa League).
La tabella riporta le partecipazioni al torneo per club.
| Pos. | Squadra   | Totale partecipazioni |
| ---- | --------- | --------------------- |
| 1    | Milan     | 7                     |
| 2    | Juventus  | 2                     |
| 3    | Sampdoria | 1                     |
| 3    | Parma     | 1                     |
| 3    | Lazio     | 1                     |
| 3    | Inter     | 1                     |
| 3    | Atalanta  | 1                     |

### Coppa Intercontinentale
La Coppa Intercontinentale fu una competizione organizzata congiuntamente dalle confederazioni continentali di Europa e Sudamerica, rispettivamente UEFA e CONMEBOL.
Si tenne tra il 1960 e il 2004 e vedeva di fronte la squadra campione europea e quella vincitrice della Coppa Libertadores, l'equivalente sudamericana della Champions League.
Benché mai ufficialmente certificato dalla FIFA, il titolo di campione intercontinentale era informalmente equiparato a quello di "campione del mondo di club".
Dopo l'istituzione da parte della FIFA di un proprio campionato mondiale per club, il massimo organismo mondiale ha ufficializzato il palmarès della vecchia Coppa Intercontinentale, garantendo quindi ai vincitori della stessa il titolo di campione del mondo.
Sono tre i club italiani che hanno partecipato a tale manifestazione: in due occasioni, la Juventus nel 1973 e il Milan nel 1993, essi parteciparono da finalisti sconfitti della Coppa dei Campioni/Champions League.
Nel primo caso l'Ajax, campione d'Europa 1973, non partecipò alla manifestazione e, nel secondo, l'Olympique Marsiglia fu impossibilitata a prendervi parte per squalifica del club dopo un episodio di corruzione nel campionato francese.
In entrambi i casi, il club italiano che rappresentò l'Europa perse l'incontro.
| Pos. | Squadra  | Totale partecipazioni |
| ---- | -------- | --------------------- |
| 1    | Milan    | 7                     |
| 2    | Juventus | 3                     |
| 3    | Inter    | 2                     |

## Partecipazioni ai quarti di finale
Sono 17 i club italiani che hanno disputato almeno i quarti di finale di una coppa europea.
La tabella sottostante riporta i club in ordine temporale dell'ultima stagione disputata tra il 1955-56 e il 2024-25.
| 1  | Juventus   | 36 | 19 | 3 | 10 | 4 | - |
| 2  | Inter      | 30 | 14 | 2 | 10 | 4 | - |
| 3  | Milan      | 26 | 18 | 3 | 5  | - | - |
| 4  | Roma       | 20 | 4  | 3 | 8  | 4 | 1 |
| 5  | Fiorentina | 11 | 2  | 3 | 3  | - | 3 |
| 6  | Lazio      | 8  | 1  | 1 | 6  | - | - |
| 7  | Napoli     | 6  | 1  | 2 | 3  | - | - |
| 8  | Torino     | 6  | -  | 4 | 2  | - | - |
| 9  | Parma      | 6  | -  | 3 | 3  | - | - |
| 10 | Sampdoria  | 5  | 1  | 4 | -  | - | - |
| 11 | Atalanta   | 5  | 1  | 1 | 3  | - | - |
| 12 | Bologna    | 4  | -  | - | 2  | 2 | - |
| 13 | Vicenza    | 1  | -  | 1 | -  | - | - |
| 14 | Verona     | 1  | -  | - | 1  | - | - |
| 14 | Genoa      | 1  | -  | - | 1  | - | - |
| 14 | Cagliari   | 1  | -  | - | 1  | - | - |
| 14 | Udinese    | 1  | -  | - | 1  | - | - |

## Partecipazioni alle semifinali
Sono 15 i club italiani che hanno disputato almeno la semifinale di una coppa europea.
La tabella sottostante riporta tali club per ordine temporale dell'ultima stagione disputata nell'arco temporale dal 1955-56 al 2024-25.
| 1  | Juventus   | 24 | 12 | 3 | 7 | 2 | - |
| 2  | Inter      | 20 | 10 | - | 8 | 2 | - |
| 3  | Milan      | 19 | 14 | 3 | 2 | - | - |
| 4  | Roma       | 10 | 2  | 1 | 4 | 2 | 1 |
| 5  | Fiorentina | 10 | 1  | 3 | 3 | - | 3 |
| 6  | Parma      | 5  | -  | 2 | 3 | - | - |
| 7  | Sampdoria  | 4  | 1  | 3 | - | - | - |
| 8  | Lazio      | 3  | -  | 1 | 2 | - | - |
| 8  | Napoli     | 3  | -  | 1 | 2 | - | - |
| 10 | Atalanta   | 2  | -  | 1 | 1 | - | - |
| 11 | Torino     | 2  | -  | 1 | 1 | - | - |
| 12 | Bologna    | 2  | -  | - | 1 | 1 | - |
| 13 | Vicenza    | 1  | -  | 1 | - | - | - |
| 14 | Genoa      | 1  | -  | - | 1 | - | - |
| 14 | Cagliari   | 1  | -  | - | 1 | - | - |

## Partecipazioni alle finali
Sono 11 i club italiani ad avere raggiunto la finale di una coppa europea.
La tabella sottostante riporta tali club.
| 1 | Juventus   | 16 | 9  | 1 | 4 | 2 | - |
| 2 | Milan      | 14 | 11 | 3 | - | - | - |
| 3 | Inter      | 12 | 7  | - | 5 | - | - |
| 4 | Fiorentina | 6  | 1  | 2 | 1 | - | 2 |
| 5 | Roma       | 5  | 1  | - | 2 | 1 | 1 |
| 6 | Parma      | 4  | -  | 2 | 2 | - | - |
| 7 | Sampdoria  | 3  | 1  | 2 | - | - | - |
| 8 | Lazio      | 2  | -  | 1 | 1 | - | - |
| 9 | Atalanta   | 1  | -  | - | 1 | - | - |
| 9 | Napoli     | 1  | -  | - | 1 | - | - |
| 9 | Torino     | 1  | -  | - | 1 | - | - |

## Stagioni consecutive
Il record di stagioni consecutive in Europa appartiene alla Juventus (20 stagioni, dal 1971-1972 al 1990-1991, che arrivano a 28 inserendo nel computo anche la Coppa delle Fiere, che non è considerata tra le competizioni UEFA, pur essendo l'antenata de facto dell'attuale Europa League), seguita dalle milanesi, rispettivamente con sedici stagioni consecutive l'Inter (dal 1976-77 al 1991-92) e quindici il Milan (dal 1999-2000 al 2013-14).
Questo il dettaglio, statistico e cronologico, per le squadre che hanno disputato almeno dieci stagioni consecutive nelle coppe europee. Non sono comprese le stagioni in cui la squadra ha partecipato solamente alla Coppa Intertoto o in cui è stata eliminata nei turni preliminari.
| Pos. | Squadra  | Stagioni | Periodo                                   |
| ---- | -------- | -------- | ----------------------------------------- |
| 1    | Juventus | 28       | Dal 1963-1964 al 1990-1991                |
| 2    | Inter    | 16       | Dal 1976-1977 al 1991-1992                |
| 3    | Milan    | 15       | Dal 1999-2000 al 2013-2014                |
| 4    | Napoli   | 14       | Dal 2010-2011 al 2023-2024                |
| 4    | Parma    | 14       | Dal 1991-1992 al 2004-2005                |
| 4    | Juventus | 14       | Dal 1992-1993 al 2005-2006                |
| 7    | Roma     | 13       | Dal 1998-1999 al 2010-2011                |
| 7    | Inter    | 13       | Dal 2000-2001 al 2012-2013                |
| 9    | Lazio    | 12       | Dal 1993-1994 al 2004-2005                |
| 9    | Roma     | 12       | Dal 2014-2015 al 2025-2026 (serie aperta) |
| 11   | Juventus | 11       | Dal 2012-2013 al 2022-2023                |

## Classifica perpetua
La classifica perpetua (o classifica all-time) è una speciale classifica che raggruppa i risultati complessivi di tutte le squadre che hanno disputato almeno una stagione nelle coppe europee. In questa versione della classifica perpetua, sono riportati i punti con il criterio di 2 punti per ogni vittoria oltre a un punto per ogni pareggio e nessun punto per la sconfitta. Le partite decise ai tiri di rigore sono in ogni caso conteggiate come un pareggio, in quanto l'incontro è terminato comunque in parità. Nel bilancio complessivo sono considerate anche le partecipazioni alla Supercoppa UEFA e alla Coppa Intertoto UEFA, oltre ai turni preliminari e/o play-off.
NB: i dati sono aggiornati al 31 maggio 2025, ovvero al termine della stagione 2024-2025. Sono conteggiati 2 punti a vittoria, indipendentemente dal periodo storico.
| Pos. | Squadra    | Punti | In  | V   | N   | S   | RF  | RS  | DR  |
| ---- | ---------- | ----- | --- | --- | --- | --- | --- | --- | --- |
| 1.   | Juventus   | 687   | 521 | 286 | 115 | 120 | 887 | 480 | 407 |
| 2.   | Inter      | 571   | 465 | 230 | 111 | 124 | 714 | 452 | 262 |
| 3.   | Milan      | 556   | 445 | 223 | 110 | 112 | 712 | 429 | 283 |
| 4.   | Roma       | 445   | 379 | 180 | 87  | 112 | 605 | 430 | 176 |
| 5.   | Fiorentina | 295   | 237 | 115 | 65  | 57  | 373 | 250 | 123 |
| 6.   | Lazio      | 293   | 251 | 114 | 65  | 72  | 386 | 293 | 93  |
| 7.   | Napoli     | 275   | 233 | 108 | 59  | 66  | 358 | 261 | 97  |
| 8.   | Parma      | 160   | 121 | 67  | 26  | 28  | 176 | 100 | 76  |
| 9.   | Torino     | 123   | 105 | 47  | 27  | 31  | 157 | 102 | 55  |
| 10.  | Sampdoria  | 107   | 91  | 44  | 19  | 28  | 122 | 92  | 30  |
| 11.  | Atalanta   | 98    | 86  | 36  | 26  | 24  | 147 | 101 | 46  |
| 12.  | Bologna    | 90    | 75  | 34  | 22  | 19  | 108 | 71  | 37  |
| 13.  | Udinese    | 83    | 76  | 34  | 15  | 27  | 101 | 90  | 11  |
| 14.  | Palermo    | 32    | 28  | 13  | 6   | 9   | 38  | 32  | 6   |
| 15.  | Perugia    | 31    | 24  | 12  | 7   | 5   | 25  | 20  | 5   |
| 16.  | Verona     | 22    | 16  | 8   | 6   | 2   | 23  | 15  | 8   |
| 17.  | Genoa      | 22    | 18  | 9   | 4   | 5   | 29  | 22  | 7   |
| 18.  | Cagliari   | 21    | 20  | 9   | 3   | 8   | 26  | 23  | 3   |
| 19.  | Vicenza    | 14    | 10  | 6   | 2   | 2   | 20  | 9   | 11  |
| 20.  | Brescia    | 12    | 10  | 3   | 6   | 1   | 12  | 11  | 1   |
| 21.  | Sassuolo   | 10    | 10  | 3   | 4   | 3   | 17  | 13  | 4   |
| 22.  | Livorno    | 8     | 8   | 3   | 2   | 3   | 9   | 9   | 0   |
| 23.  | Chievo     | 4     | 6   | 1   | 2   | 3   | 4   | 9   | -5  |
| 24.  | Cesena     | 2     | 2   | 1   | 0   | 1   | 3   | 4   | -1  |
| 25.  | Empoli     | 2     | 2   | 1   | 0   | 1   | 2   | 4   | -2  |

### Esplicative
1. 1 2  La Coppa delle Fiere fu soppressa e sostituita dalla Coppa UEFA, oggi Europa League, ma la UEFA ha specificato nel 2005 che il palmarès della competizione non è assimilabile al palmarès UEFA.
2. ↑  UEFA e FIFA fino al 1995, nelle fasi a gironi dei tornei, assegnavano 2 punti per la vittoria; dopo il 1995 in ogni competizione la vittoria vale 3 punti nelle classifiche dei gironi. In questa classifica non si tiene conto di tale dato, onde non falsarla tra i due diversi periodi storici.

### Bibliografiche
1. ↑  Brera, pp. 514-515.
«“Il Libro d'oro - Coppa delle Fiere .... Coppa UEFA ....”».
2. ↑  Vieli, p. 49.
«“UEFA was now running three major continental club competitions, none of which were, however, its own creations. (La UEFA ora organizzava le tre principali competizioni continentali per club, nessuna delle quali era, tuttavia, una sua creazione.)”».
3. ↑   La Gazzetta dello Sport, maggio 1974,  p. 4.
«“La juventus tre altre volte era giunta in finale di coppa”, “I Vittoriosi precedenti delle squadre Italiane: Milan (Campioni e Coppe), Inter (Campioni), Fiorentina (Coppe) e Roma (Fiere)”»
4. ↑   Roma - Feyenoord: per chi fare il tifo in finale di UEFA Europa Conference League?, su it.uefa.com. URL consultato il 21 marzo 2023.
«“I Giallorossi hanno vinto tre Scudetti, nove Coppe Italia, due Supercoppe italiane e una Coppa delle Fiere”»
5. ↑   2021/22 Europa Conference League final: Roma vs Feyenoord facts, su uefa.com. URL consultato il 21 marzo 2023.
«“Although Roma have never won a UEFA club competition, they were Inter-Cities Fairs Cup winners in 1961 (sebbene la Roma non abbia mai vinto un torneo UEFA per club, ha vinto una Coppa delle Fiere nel 1961)”»
6. ↑  Almanacco1988, p. 625.
«“COPPA UEFA (ex Coppa delle Fiere) Precedentemente organizzata da un comitato con sede a Basilea [...] dalla stagione sportiva 1971-72 [...] ha assunto la denominazione di Coppa UEFA perché è organizzata direttamente dalla Confederazione calcistica europea”».
7. ↑  Almanacco2004, p. 454.
«“COPPA DELLE CITTÀ DI FIERA - Insieme alla Coppa dei Campioni è la più vecchia in assoluto tra quelle organizzate dalla UEFA” [tra quelle organizzate dalla UEFA ci si riferisce alla continuità formale tra la Coppa Fiere e la Coppa UEFA, la stessa fonte precisa come la Coppa Fiere non sia un torneo UEFA.]».
8. 1 2  Almanacco2004,  p. 457.
«COPPA UEFA - nasce […] per sostituire […] la Coppa delle Fiere. Il nuovo trofeo, istituito direttamente dall'UEFA, cambia i requisiti per l'accesso […] la Coppa delle Fiere era un torneo limitato (e riservato) a squadre di specifiche città. La Coppa UEFA è libera da vincoli geografico-economici e privilegia esclusivamente l'aspetto sportivo»
9. ↑   COMUNICATO UFFICIALE N. 260/A (PDF). URL consultato il 21 marzo 2023.
«tradizione sportiva [...] verrà valutata con l’attribuzione dei seguenti punti:  [...] 2 punti per ogni Coppa delle Fiere o UEFA//Europa League vinta»
10. ↑  (EN) UEFA Cup: All-time finals, su en.archive.uefa.com, UEFA, 30 giugno 2005. URL consultato il 23 maggio 2024 (archiviato dall'url originale il 31 agosto 2015).
«The UEFA Cup replaced the Inter-Cities Fairs Cup in the 1971/72 season. The list of finals from that competition are listed below, but please note that the Fairs Cup is not considered a UEFA competition, and hence clubs' records in the Fairs Cup are not considered part of their European record»
11. ↑  Vi partecipa per ulteriori 3 stagioni (Europa League 2009-2010, Europa League 2013-2014 e Europa League 2022-2023) in quanto retrocessa dalla fase a giorni di UEFA Champions League. Le stagioni sono quindi conteggiate in quest'ultima competizione.
12. ↑   Nelle prime due edizioni della Coppa delle Fiere l'Inter disputò quattro partite nell'arco di due stagioni. Nella prima edizione (1955-1958) disputò due partite nella stagione 1955-1956 ed altrettante nella stagione 1956-1957. Nella seconda edizione (1958-1960) disputò tre partite nella stagione 1958-1959 ed una nella stagione 1959-1960. In considerazione di questo dettaglio statistico, il computo effettivo delle stagioni in cui l'Inter ha disputato almeno una partita nelle coppe europee sale a 61.
13. ↑  Perde i preliminari di UEFA Champions League 2000-2001 e viene retrocessa in Coppa UEFA 2000-2001. La stagione è quindi conteggiata in quest'ultima competizione.
14. ↑  Vi partecipa per ulteriori 3 stagioni (Coppa UEFA 2003-2004, Europa League 2018-2019 e Europa League 2019-2020) in quanto retrocessa dalla fase a giorni di UEFA Champions League. Le stagioni sono quindi conteggiate in quest'ultima competizione.
15. ↑  Vi partecipa per 1 ulteriore stagione (UEFA Europa League 2023-2024) in quanto retrocessa dalla fase a giorni di UEFA Champions League. La stagione è quindi conteggiata in quest'ultima competizione.
16. ↑  Perde i preliminari di UEFA Champions League 2016-2017 e viene retrocessa in UEFA Europa League 2016-2017. La stagione è quindi conteggiata in quest'ultima competizione.
17. 1 2  Perde i preliminari di UEFA Europa League 2011-2012 non partecipando alla fase a gironi. La stagione non è quindi conteggiata in questa competizione.
18. ↑  Vi partecipa per 1 ulteriore stagione (UEFA Europa League 2014-2015) in quanto retrocessa dalla fase a giorni di UEFA Champions League. La stagione è quindi conteggiata in quest'ultima competizione.
19. ↑  Perde i preliminari di UEFA Champions League 2014-2015 e viene retrocessa in UEFA Europa League 2014-2015. La stagione è quindi conteggiata in quest'ultima competizione.
20. ↑  Vi partecipa per ulteriori 3 stagioni (Europa League 2013-2014, Europa League 2017-2018 e Europa League 2018-2019) in quanto retrocessa dalla fase a giorni di UEFA Champions League. Le stagioni sono quindi conteggiate in quest'ultima competizione.
21. ↑  Vi partecipa per 1 ulteriore stagione (Coppa UEFA 2008-2009) in quanto retrocessa dalla fase a giorni di UEFA Champions League. La stagione è quindi conteggiata in quest'ultima competizione.
22. ↑  Partecipò sub iudice al sorteggio della Coppa dei Campioni 1974-75 poiché era pendente sul club biancoceleste una squalifica annuale dalle coppe europee, comminata dall'UEFA a seguito degli incidenti tra tifosi verificatisi durante la partita di ritorno dei sedicesimi di finale della Coppa UEFA 1973-1974 contro l'Ipswich Town; la Lazio aveva nel frattempo presentato ricorso, tuttavia la confederazione calcistica europea confermerà la pena inflitta alla società romana. Inoltre, perde i preliminari di UEFA Champions League 2015-2016 e viene retrocessa in UEFA Europa League 2015-2016. La stagione è quindi conteggiata in quest'ultima competizione.
23. ↑  Vi partecipa per 1 ulteriore stagione (UEFA Europa Conference League 2022-2023) in quanto retrocessa dalla fase a giorni di UEFA Europa League. La stagione è quindi conteggiata in quest'ultima competizione.
24. ↑  Perde i preliminari di UEFA Europa League 2019-2020 non partecipando alla fase a gironi. La stagione non è quindi conteggiata in questa competizione.
25. ↑  Perde i preliminari di UEFA Champions League 1999-2000 e UEFA Champions League 2001-2002 e viene retrocessa rispettivamente in Coppa UEFA 1999-2000 e Coppa UEFA 2001-2002. Le stagioni sono quindi conteggiate in quest'ultima competizione.
26. ↑  Perde i preliminari di UEFA Champions League 2010-2011 e viene retrocessa in UEFA Europa League 2010-2011. La stagione è quindi conteggiata in quest'ultima competizione.
27. ↑  Perde i preliminari di UEFA Europa League 2015-2016 non partecipando alla fase a gironi. La stagione non è quindi conteggiata in questa competizione.
28. ↑  Perde i preliminari di UEFA Europa League 2018-2019 non partecipando alla fase a gironi. La stagione non è quindi conteggiata in questa competizione.
29. ↑  Vi partecipa per 1 ulteriore stagione (UEFA Europa League 2021-2022) in quanto retrocessa dalla fase a giorni di UEFA Champions League. La stagione è quindi conteggiata in quest'ultima competizione.
30. ↑  Perde i preliminari di UEFA Champions League 2011-2012 e UEFA Champions League 2012-2013 e viene retrocessa rispettivamente in UEFA Europa League 2011-2012 e UEFA Europa League 2012-2013. Le stagioni sono quindi conteggiate in quest'ultima competizione.
31. ↑  Perde i preliminari di UEFA Europa League 2013-2014 non partecipando alla fase a gironi. La stagione non è quindi conteggiata in questa competizione.
32. ↑  Vi partecipa per 1 ulteriore stagione (Coppa UEFA 2005-2006) in quanto retrocessa dalla fase a giorni di UEFA Champions League. La stagione è quindi conteggiata in quest'ultima competizione.
33. ↑  Perde i preliminari di UEFA Champions League 2006-2007 e viene retrocessa in Coppa UEFA 2006-2007. La stagione è quindi conteggiata in quest'ultima competizione.